# 学校法人東北学院
学校法人東北学院（がっこうほうじんとうほくがくいん）は、宮城県に本部を置く学校法人である。

## 概観

### 学校全体
リベラルアーツを重視したミッションスクールのひとつ。
東北学院のルーツは1886年（明治19年）に開校された私塾「仙台神学校」である。キリスト教伝道者の育成を目的に、横浜で受洗し、日本最初のプロテスタント教会である日本基督公会の設立に関わった押川方義と、アメリカ人ドイツ改革派教会宣教師のW.E.ホーイが創設した。
のちに、押川とホーイが本学を離れた後は、ホーイと同じく、フランクリン・アンド・マーシャル大学で学び、ホーイの推薦によって日本伝道の任に就いていたD.B.シュネーダーが指導的立場に立った。押川、ホーイ、シュネーダーの3名は、「三校祖」と呼ばれており、校祖を同じくする宮城学院とも関係が深い。
なお、シュネーダーは、1901年（明治34年）に第二代院長に就任し、35年におよぶ 在職中、その人格的影響力と学校経営の手腕によって、当学院の礎を築いた人物であり、その発展に尽力した「東北学院中興の祖」である。
1891年（明治24年）には、伝道者育成に加え、普通高等教育を施すようになり、校名を「東北学院」に改称した。
福音主義キリスト教に基づく教養教育（リベラル・アーツ）を重視しており、卒業生は17万余名である。2011年（平成23年）に、創立125周年を迎えた。

### 建学の精神
東北学院の三校祖、押川方義、W．E．ホーイ、D．B．シュネーダーは、東北学院の建学の精神を、宗教改革の「福音主義キリスト教」の信仰に基づく「個人の尊厳の重視と人格の完成」の教育にあるとした。その教育は、聖書の示す神に対する畏敬の念とイエス・キリストにならう隣人への愛の精神を培い、文化の発展と福祉に貢献する人材の育成を目指すものである。

押川方義
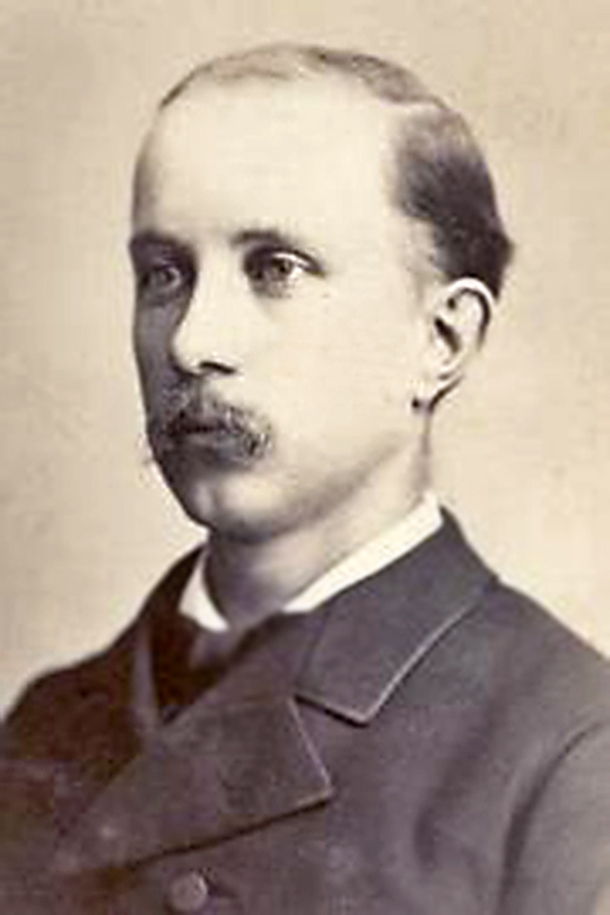
W.E.ホーイ
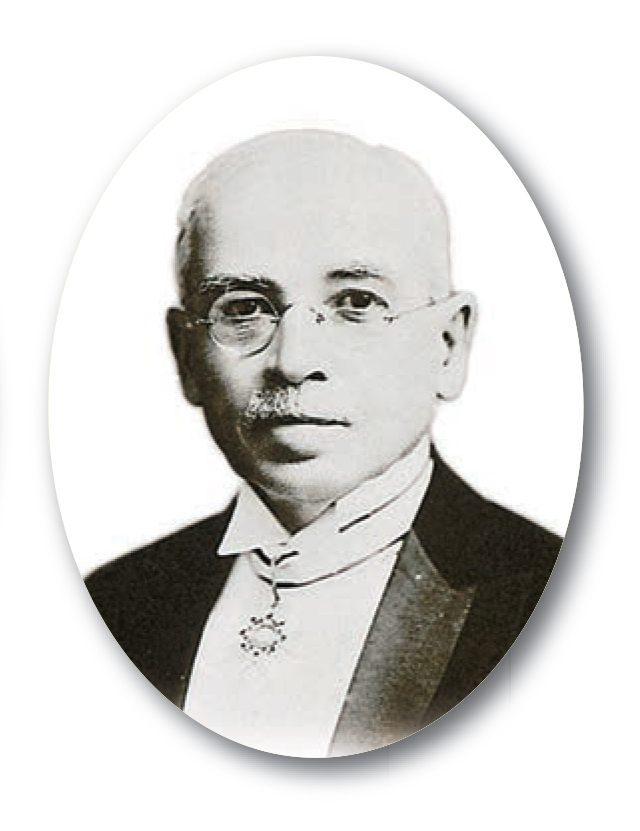
D.B.シュネーダー

## 象徴

### 校章
背景に十字架を用い、その中心に東北学院の頭文字であるTGを据えている（TG章とも呼ばれる）。

### 校歌
校歌（作詞&作曲：E.H.ゾーグ　和訳：青木義夫）

## 沿革

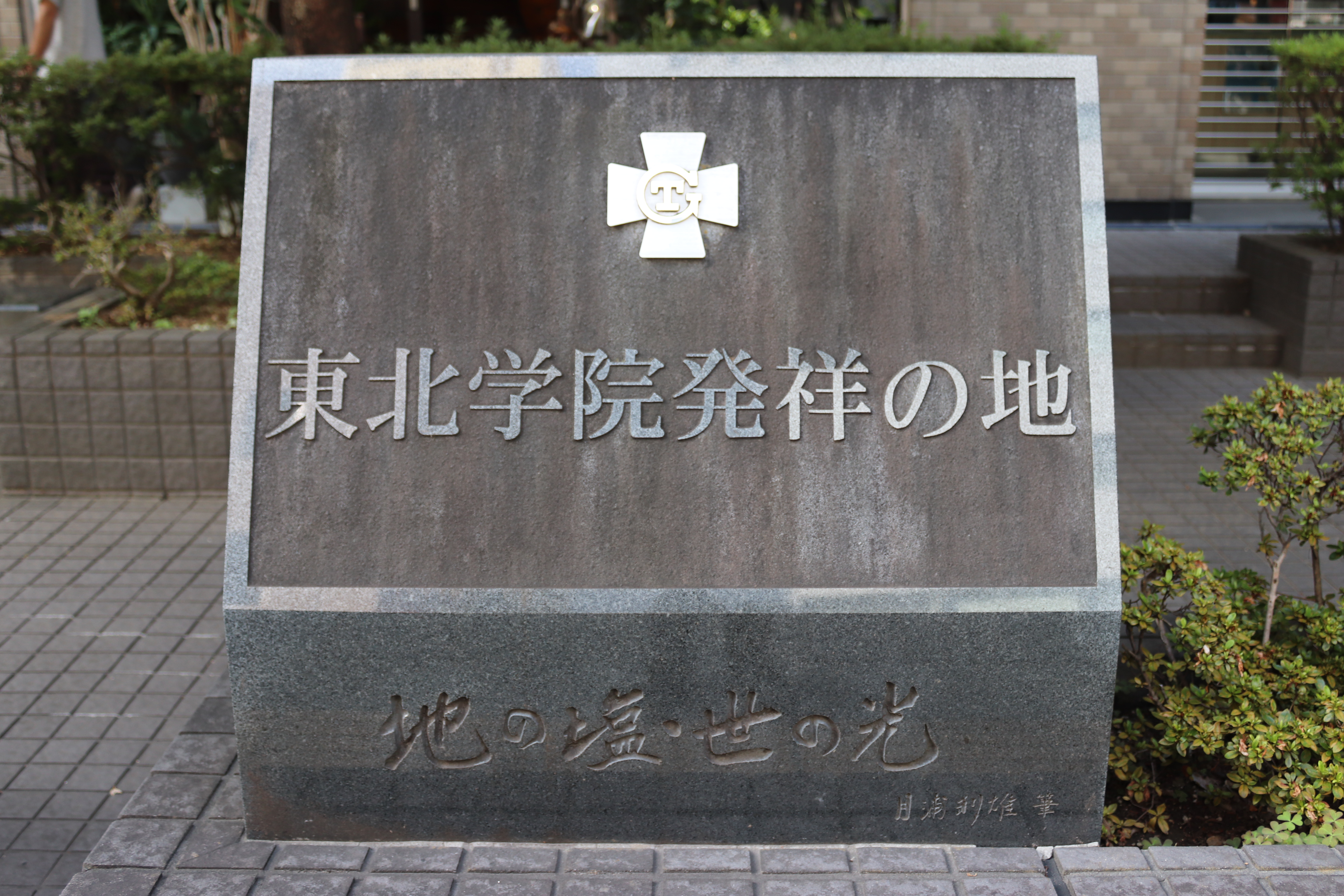
東北学院発祥の地の石碑（2023年7月）

### 略歴
1886年（明治19年）5月、仙台区木町通に設置された私塾「仙台神学校」を端緒とする。
1891年（明治24年）には、伝道者育成に加え、普通高等教育を施すようになり、校名を「東北学院」に改称。現在では、幼稚園、中学校、高等学校、大学、大学院までを有する総合学園となった。
明治期には、自然主義作家の岩野泡鳴や、冒険小説作家の押川春浪が在学していた。作文教師として島崎藤村が教鞭をとっていたこともある。また、「日本力行会」の設立に加わった島貫兵太夫を輩出している。
大正期には、後に20世紀前半の日本を代表するろう教育の実践者となった高橋潔、その後輩で『大曽根式指文字』の考案者でもある大曽根源助など、著名なろう教育家を輩出している。

### 年表
| 年表               | 沿革 |
| ------------------ | --- |
| 1886年（明治19年） | 押川方義、W.E.ホーイの協力により「仙台神学校」を開校。 場所は、木町通りと北六番丁の交差点（北緯38度16分25.6秒 東経140度51分42.9秒）の角地にある借家。                                                                          |
| 1887年（明治20年） | 5月、東二番丁の本願寺別院跡（北緯38度15分21.2秒 東経140度52分36.4秒。現・仙台トラストシティの庭園）に、仙台神学校および仙台教会を移転。                                                                                        |
| 1891年（明治24年） | 校名を「東北学院」に改称。 予科2年、本科4年、神学部3年に学制変更。 9月には、南町通と南光院丁との角地（北緯38度15分31秒 東経140度52分28.3秒。現・仙建ビルほか）に新校舎完成。                                                   |
| 1892年（明治25年） | 経済的に豊かではない生徒が働いて学資を稼ぐための団体「東北学院労働会」設立。 |
| 1895年（明治28年） | 予科・本科を普通科5年（旧制中学）に改組。 その上に専修部（文科・理科）2年を設置。 |
| 1898年（明治31年） | 理科専修部を廃止。 |
| 1903年（明治36年） | 東北学院同窓会が発足。 |
| 1904年（明治37年） | 専修部を専門学校令による専門科（神学部、文学部）3年に改組。 |
| 1905年（明治38年） | 専門科（神学部、文学部）を専門部（神学科、文科）と改称。 |
| 1908年（明治41年） | 「社団法人東北学院」を設置。 |
| 1915年（大正4年）  | 普通科を中学部と改称。 |
| 1918年（大正7年）  | 専門部を神学科、文科、師範科、商科（旧高等商業学校）に改組。 |
| 1925年（大正14年） | 神学科を専門部より分離し、神学部とする。 |
| 1926年（大正15年） | 創立40周年に合わせ、南六軒丁に専門部校舎完成（北緯38度14分58.9秒 東経140度52分38.1秒。現・土樋本館）。 |
| 1929年（昭和4年）  | 社団法人から財団法人に改組。 専門部を高等学部と改称。 |
| 1929年（昭和4年）  | 高等学部師範科に専攻科1年を設置。 |
| 1936年（昭和11年） | 高等学部文科を文科第1部、師範科を文科第2部と改称。 |
| 1937年（昭和12年） | 神学部廃止、日本神学校と合併（3月）。 |
| 1943年（昭和18年） | 高等学部商科を高等商業部、中学部を中学校と改称。 |
| 1946年（昭和21年） | 英文科、経済科を含む、東北学院専門学校を開設。 |
| 1949年（昭和24年） | 教育基本法、学校教育法に基づき、専門学校は新制大学に昇格。 文経学部を設置（専門学校の廃止は1951年 / 昭和26年）。 |
| 1950年（昭和25年） | 土樋キャンパスでの第1回公開クリスマスが行われる（以来、12月の恒例行事として毎年開催されている）。 |
| 1951年（昭和26年） | 財団法人から学校法人に改組され、「学校法人東北学院」となる。 |
| 1962年（昭和37年） | 工学部を多賀城キャンパス（北緯38度17分48.3秒 東経141度0分10.4秒 / 終戦まで「多賀城海軍工廠」。占領期は進駐軍「キャンプ・ローパー」の跡地）に設置。                                                                             |
| 1964年（昭和39年） | 文経学部を文学部と経済学部に、文経学部二部を文学部二部と経済学部二部に分離。 大学院文学研究科を設置。 |
| 1965年（昭和40年） | 法学部と大学院経済研究科を設置。 |
| 1966年（昭和41年） | 大学院工学研究科を設置。 |
| 1972年（昭和47年） | 高等学校榴ケ岡校舎を東北学院榴ケ岡高等学校として分離独立。 |
| 1975年（昭和50年） | 大学院法学研究科を設置。 |
| 1983年（昭和58年） | 高等学校二部を閉校。 |
| 1985年（昭和60年） | 幼稚園園舎を新築し移転。 |
| 1986年（昭和61年） | 東北学院創立100周年。 |
| 1988年（昭和63年） | 泉キャンパス（北緯38度19分41.3秒 東経140度54分10秒）に教養部（但し、文学部・経済学部・法学部の１・２年次）を移転。 |
| 1989年（昭和64年） | 教養学部を泉キャンパスに設置。 |
| 1994年（平成6年）  | 大学院人間情報学研究科を設置。 |
| 1997年（平成9年）  | 大学院文学研究科にヨーロッパ文学史専攻とアジア文化史専攻を設置。 |
| 1999年（平成11年） | 大学設置50周年。 |
| 2000年（平成12年） | 文学部英文学科、経済学部経済学科と商学科に昼夜開講制を導入。 |
| 2001年（平成13年） | 文学部基督教学科をキリスト教学科に、経済学部商学科を経営学科に、教養学部教養学科言語科学専攻を言語文化専攻に改称。 |
| 2002年（平成14年） | 工学部機械工学科を機械創成工学科に、電気工学科を電気情報工学科に、応用物理学科を物理情報工学科に、土木工学科を環境土木工学科に改称。 大学院経済研究科に経営学専攻を設置。                                                      |
| 2004年（平成16年） | 大学院法務研究科法実務専攻（法科大学院）を設置。 |
| 2005年（平成17年） | 教養学部を人間科学科、言語文化学科、情報科学科に改組、及び地域構想学科を開設。 文学部史学科を歴史学科に改称。 東北学院中学校・高等学校の新校舎が仙台市宮城野区小鶴地区（北緯38度16分33.5秒 東経140度56分38.8秒）に完成し移転。 |
| 2006年（平成18年） | 東北学院創立120周年。 工学部を機械知能工学科、電気情報工学科、電子工学科、及び環境建設工学科に再編し、工学基礎教育センターを開設。                                                                                             |
| 2009年（平成21年） | 経済学部を改組し、新たに共生社会経済学科を設置。 経済学部経営学科は経営学部経営学科に改組。 |
| 2011年（平成23年） | 東北学院創立125周年。 |
| 2013年（平成25年） | 大学院法務研究科法実務専攻（法科大学院）における、2014年（平成26年）の学生募集停止を決定。 |
| 2016年（平成28年） | 東北学院創立130周年。 |

### 歴代3トップ
歴代理事長（理事長は学校法人全体の経営最高責任を負う）
- 初代…W.E.ホーイ
- 第2代…D.B.シュネーダー
- 第3代…E.H.ゾーグ
- 第4代…出村悌三郎
- 第5代…杉山元治郎
- 第6代…鈴木義男
- 第7代…杉山元治郎
- 第8代…山根篤
- 第9代…月浦利雄
- 第10代…小田忠夫
- 第11代…児玉省三
- 第12代…情野鉄雄
- 第13代…田口誠一
- 第14代…赤澤昭三
- 第15代…平河内健治
- 第16代…松本宣郎
- 第17代…原田善教（令和2年4月～現在）

歴代院長（院長は大学・中高・幼稚園の教学全般とキリスト教教育・活動を統括し責任を負う）
- 初代…押川方義
- 第2代…D.B.シュネーダー
- 第3代…出村悌三郎
- 第4代…出村剛
- 第5代…A.アンケニー
- 第6代…小田忠夫
- 第7代…情野鉄雄
- 第8代…田口誠一
- 第9代…倉松功
- 第10代…星宮望
- 第11代…佐々木哲夫
- 第12代…松本宣郎
- 第13代…大西晴樹（令和2年4月～現在）

歴代学長　
- 初代…小田忠夫（昭和29年4月～昭和57年3月）
- 第2代…情野鉄雄（昭和57年4月～平成7年3月）
- 第3代…倉松功（平成7年4月～平成16年3月）
- 第4代…星宮望（平成16年4月～平成24年3月）
- 第5代…松本宣郎（平成24年4月～平成31年3月）
- 第6代…大西晴樹（平成31年4月～現在）

初代学長は死亡退任であるため、後任が選ばれるまで空白期間となっている。

## 設置教育機関
- 東北学院大学
- 東北学院中学校・高等学校
- 東北学院榴ケ岡高等学校
- 東北学院幼稚園

過去にあった教育機関
- 東北学院大学短期大学部：1961年（昭和36年）廃止。

## 関連文献
- 東北学院百年史編纂委員会 『東北学院百年史』 学校法人東北学院、1989年
- 学校法人東北学院 『東北学院の歴史』 河北新報出版センター、2017年　ISBN 978-4-87341-366-2

## 公式サイト
- 学校法人東北学院 公式サイト （日本語）